# Kleombrotos von Ambrakia
Kleombrotos von Ambrakia (griechisch Κλεόμβροτος Kleómbrotos) war ein antiker griechischer Philosoph. Er stammte aus Ambrakia, dem heutigen Arta in Epirus.
Kleombrotos lebte im späten 5. und frühen 4. Jahrhundert v. Chr. Angeblich stürzte er sich von einer hohen Mauer oder einem Dach in den Tod, nachdem er Platons Dialog Phaidon gelesen hatte, der von der Unsterblichkeit der Seele handelt. Er wollte so in ein besseres Leben wechseln, obwohl die Selbsttötung im Phaidon ausdrücklich verworfen wird. Den Ausgangspunkt dieser Überlieferung bildet ein Epigramm des Dichters Kallimachos.
| «Εἴπας 'Ἥλιε χαῖρε' Κλεόμβροτος Ὡμβρακιώτης ἥλατ΄ἀφ΄ὑψηλοῦ τείχεος εἰς Ἀίδην, ἄξιον οὐδὲν ἰδὼν θανάτου κακόν, ἀλλὰ Πλάτωνος ἓν τὸ περὶ ψυχῆς γράμμ΄ἀναλεξάμενος.» | „Leb wohl, Sonne“, so sprach Kleombrotos von Ambrakia und sprang von einer hohen Mauer in den Hades, im Tod kein Übel sehend, nachdem er Platons Werk Über die Seele gelesen hatte. |

Der Phaidon-Leser Kleombrotos, der sich angeblich den Tod gab, ist wohl identisch mit dem gleichnamigen Schüler des Sokrates, den Platon im Phaidon erwähnt. Dort wird mitgeteilt, dass Kleombrotos bei der Hinrichtung des Sokrates nicht anwesend war, da er sich auf der Insel Ägina aufhielt.
In der antiken griechischen Literatur waren Anspielungen auf den Tod des Kleombrotos geläufig.  Cicero erwähnte ihn wiederholt und machte ihn damit auch einem nur lateinischsprachigen Lesepublikum bekannt. Er nannte ihn irrtümlich Theombrotus; unter diesem Namen war Kleombrotos den spätantiken Kirchenvätern, die sich auf Ciceros Angaben stützten, bekannt. 